# Unidad Evolutivamente Significativa

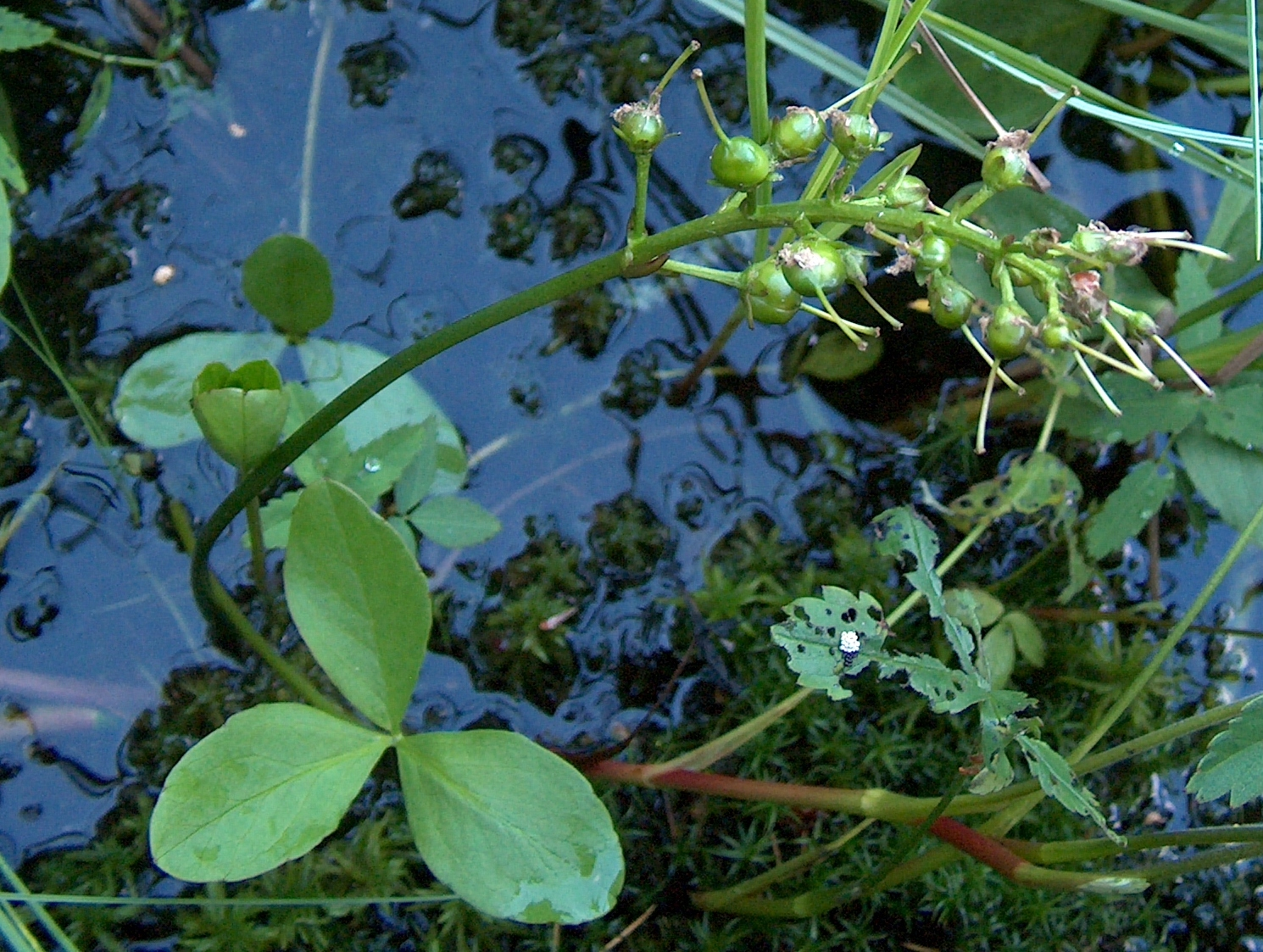
Menyanthes trifoliata. Una polilla presenta una población que si bien no posee diferencias genéticas o fenotípicas con otras poblaciones de la especie, cuenta con la capacidad de alimentarse exclusivamente de esta planta, por lo que dicha población fue clasificada como una «Unidad Evolutivamente Significativa».

Una Unidad Evolutivamente Significativa (asimismo suele ser escrito en minúsculas), también denominada Unidad de Significancia Evolutiva y, coloquialmente, con las siglas o acrónimos UES en español y ESU (directamente del inglés), es uno de los conceptos que definen una unidad biológica, el cual puede ser sintetizado como una o varias poblaciones que se encuentran reproductivamente aisladas de otras y que constituyen una parte importante del legado genético de una especie.
Su identificación es una de las piezas clave en la planificación de una estrategia de conservación de la variabilidad genética y ecológica del patrimonio biológico.

## Características
Una UES guarda relevancia en relación con programas de conservación, en donde es su unidad mínima básica. En ese contexto, es una población de un organismo a la cual se la considera distinta, y por lo tanto, merecedora de una protección diferenciada para, de ese modo, evitar que sus características particulares se pierdan por efecto de su extinción. De allí que la correcta dilucidación y delimitación de cada UES, más la posterior asignación de protección en el ordenamiento de prioridades para su manejo y conservación, implique un mayor esfuerzo logístico y económico para los encargados de llevar a cabo los programas de mantenimiento de los recursos biológicos y su diversidad. 
Este término puede aplicarse a cualquier especie, subespecie, raza geográfica, variedad o población. Por ejemplo, la población genética y fenotípicamente distinta del lobo fino peruano es tratada como una UES, aunque aún no ha concluido el proceso de su descripción taxonómica formal ni se ha dilucidado su más adecuada categorización.
En las poblaciones de animales marinos también se utiliza a menudo el término "stock".
La presencia de UESs es destacada en las regiones de geografía accidentada. Por ejemplo, muchos de los taxones de media y alta montaña suelen presentar una UES en cada encadenamiento orográfico al estar las poblaciones que habitan estos ecosistemas de altitud frecuentemente aisladas reproductivamente de otras poblaciones por tierras más bajas con ecosistemas o climas diferentes que dificultan o no permite el flujo genético. Esta variación del ecosistema de las laderas bajas puede ser el resultado de cambios en el clima producidos en una época relativamente reciente, por lo que aún no ha transcurrido el tiempo suficiente para generar una diferenciación genética incipiente. Otro accidente geográfico fecundo para la presencia de UESs son los archipiélagos, ya que el flujo genético suele estar limitado o anulado entre las poblaciones de cada isla.

## Criterios para su identificación
Si bien las pautas para definir una UES presentan detalles que varían de un autor a otro, generalmente incluyen al menos uno de los siguientes criterios: 
- 1.Separación geográfica actual.
- 2. Diferenciación genética en marcadores neutrales con respecto a UESs relacionadas, causada por la restricción en el flujo de genes.
- 3. Rasgos fenotípicos. Los que pueden haber sido causados como resultado de adaptaciones al ambiente local o como frutos de diferencias producidas en sus evoluciones paralelas.

El criterio 2 considera el flujo de genes entre poblaciones. Un alto grado de diferenciación en las frecuencias alélicas de los marcadores neutros implica una falta de flujo de genes, lo que demuestra que la deriva al azar se ha producido en forma aislada de otras poblaciones. Es difícil diferenciar las poblaciones mediante marcadores neutros pues para evitar su fuerte diferenciación se necesitan muy pocos migrantes por generación, incluso uno solo puede ser suficiente para que los marcadores neutros muestren el flujo de genes entre poblaciones.
En el criterio 3 no se consideran los marcadores genéticos neutrales, sino que se observa en detalle los posibles rasgos adaptativos de que la población a las características del hábitat particular. Las adaptaciones locales pueden estar presentes incluso habiendo un poco de flujo de genes desde otras poblaciones, e incluso cuando hay poca diferenciación en marcadores neutrales entre UESs. Este criterio resulta especialmente útil en los casos en que las poblaciones parecen haber divergido recientemente. Para comprobar la diferenciación genética de rasgos fenotípicos son necesarios experimentos de trasplante recíprocos, además de estudiar las diferencias en los gradientes de selección a través de los hábitat. Tales experimentos son generalmente más difíciles de llevar a cabo que las pruebas del criterio 2, y puede ser imposible en el caso de especies muy raras o en peligro de extinción.
Un ejemplo de un caso en que se pudo descubrir una UES en ausencia de diferenciación genética pero con presencia de adaptación ecológica (en este caso no fenotípica sino oculta), por tanto, como un indicador confiable de la importancia de la preservación de una determinada población, se encontró en las polillas de los pantanos del género Hemileuca, insectos diurnos con numerosas plantas huéspedes y un variado requerimiento ambiental. Poblaciones de polillas de Cryan que se alimentan de Menyanthes trifoliata han sido encontradas en sólo 2 humedales de Ontario, Canadá. Una investigación utilizando pruebas genéticas moleculares (aloenzimas y secuencia de ADN mitocondrial) no encontró diferencias con respecto a Hemileuca maia que hubieran permitido distinguirla de otras poblaciones de la especie, lo que determina que la divergencia fue reciente. Sin embargo, se detectaron diferencias significativas en relación con la supervivencia en las plantas huéspedes de las larvas de las polillas de Cryan con respecto a las otras. Solo las larvas de Cryan logran alimentarse de M. trifoliata. Por esta razón, se recomendaron medidas de protección específica para esta población peculiar como unidad evolutiva significativa.

### Controversias sobre el valor de cada criterio
Ambos criterios 2 y 3 tienen el problema de que no hay dicotomía clara entre lo que es una UES y lo que no, cuando la diferenciación genética entre las poblaciones constituye un cline, lo que generó un desacuerdo entre los investigadores.
En razón de que cada uno de los diferentes enfoques para designar UESs tiene sus beneficios, así como la necesidad y la forma de gestión de las recomendaciones pueden variar entre los distintos contextos, algunos investigadores apoyan un enfoque plástico de identificación de las UESs, el cual se logre adaptar a las distintas maneras en que estas pueden presentarse en la naturaleza.
También se ha debatido si le es aplicable a las UESs la definición de los “Segmentos
Poblacionales Notables” que figura en el Acta de Especies en Peligro de Estados Unidos.

## Unidades de Manejo Continuas
Cuando entre poblaciones no se produce un marcado aislamiento geográfico ante la ausencia de barreras naturales netas, se puede asumir un patrón de aislamiento por distancia, caracterizando la influencia de la dispersión y flujo génico sobre el patrón genético mediante la realización de autocorrelaciones espaciales, que permiten exponer la similitud del pool genético en un contexto geográfico. En los individuos, tanto machos como hembras, el alcance esperable de sus movimientos (por lo tanto, que contribuyen al flujo genético a distancia), permite delimitar poblaciones demográficamente independientes, cuya dinámica deriva de la tasa local de natalidad y de mortalidad, más que de la llegada de propágulos desde otras poblaciones. En estos casos, la estrategia de conservación que se aplica —y que toma el contexto espacial en consideración— representa un concepto ligeramente distinto al de las UES, es el de la «Unidad de Manejo Continua» o MU. Su utilidad es relevante cuando se proyectan translocaciones con fines de conservación para refuerzos poblacionales o reintroducciones, limitándolas, en lo posible, al alcance geográfico natural esperable de los individuos del taxón, para, de este modo, poder mantener la identidad genética local, propia de cada población.